# FTSE 250
Le FTSE 250 (Financial Times Stock Exchange Index) est un indice boursier calculé par le FTSE Group. Complétant l'indice principal FTSE 100, il est composé des 250 entreprises britanniques dont la capitalisation se situe entre la 101e et la 350e place. Cet indice est réévalué tous les trimestres, promotions et rétrogradations ayant lieu en mars, juin, septembre et décembre de chaque année.

## Liste des entreprises composant l'indice FTSE 250
Le tableau suivant répertorie les sociétés du FTSE 250 après les modifications du 7 mai 2020:
| Société                                      | Code |
| -------------------------------------------- | ---- |
| 3i Infrastructure                            | 3IN  |
| 4imprint                                     | FOUR |
| Aberforth Smaller Companies Trust            | ASL  |
| Aggreko                                      | AGK  |
| Airtel Africa                                | AAF  |
| Alliance Trust                               | ATST |
| Allianz Technology Trust                     | ATT  |
| Apax Global Alpha                            | APAX |
| Ascential                                    | ASCL |
| Ashmore Group                                | ASHM |
| Assura                                       | AGR  |
| Aston Martin Lagonda                         | AML  |
| Avast                                        | AVST |
| AVI Global Trust                             | AGT  |
| Avon Rubber                                  | AVON |
| B & M European Retail Value                  | BME  |
| Babcock International                        | BAB  |
| Baillie Gifford Japan Trust                  | BGFD |
| Bakkavör                                     | BAKK |
| Balfour Beatty                               | BBY  |
| Bankers Investment Trust                     | BNKR |
| Bank of Georgia                              | BGEO |
| Barr, A.G.                                   | BAG  |
| BBGI                                         | BBGI |
| Beazley Group                                | BEZ  |
| AJ Bell                                      | AJB  |
| Bellway                                      | BWY  |
| Biffa                                        | BIFF |
| Big Yellow Group                             | BYG  |
| BlackRock Smaller Companies Trust            | BRSC |
| BlackRock World Mining Trust                 | BRWM |
| BMO Commercial Property Trust                | BCPT |
| BMO Global Smaller Companies                 | BGSC |
| Bodycote                                     | BOY  |
| Brewin Dolphin Holdings                      | BRW  |
| Britvic                                      | BVIC |
| C&C Group                                    | GCC  |
| Cairn Energy                                 | CNE  |
| Caledonia Investments                        | CLDN |
| Capita                                       | CAPC |
| Capital & Counties Properties                | CPI  |
| Centamin                                     | CEY  |
| Chemring Group                               | CHG  |
| Cineworld                                    | CINE |
| City of London Investment Trust              | CTY  |
| Clarkson                                     | CKN  |
| Close Brothers Group                         | CBG  |
| CLS Holdings                                 | CLI  |
| Coats                                        | COA  |
| Computacenter                                | CCC  |
| ContourGlobal                                | GLO  |
| ConvaTec                                     | CTEC |
| Countryside Properties                       | CSP  |
| Cranswick                                    | CWK  |
| Crest Nicholson                              | CRST |
| Dechra Pharmaceuticals                       | DPH  |
| Derwent London                               | DLN  |
| Diploma                                      | DPLM |
| Direct Line Group                            | DLG  |
| Dixons Carphone                              | DC.  |
| Domino's Pizza                               | DOM  |
| Drax Group                                   | DRX  |
| Dunelm Group                                 | DNLM |
| Edinburgh Investment Trust                   | EDIN |
| Edinburgh Worldwide Investment Trust         | EWI  |
| Electrocomponents                            | ECM  |
| Elementis                                    | ELM  |
| Energean Oil & Gas                           | ENOG |
| Equiniti                                     | EQN  |
| Essentra                                     | ESNT |
| Euromoney Institutional Investor             | ERM  |
| FDM Group                                    | FDM  |
| Ferrexpo                                     | FXPO |
| Fidelity China Special Situations            | FCSS |
| Fidelity European Values                     | FEV  |
| Fidelity Special Values                      | FSV  |
| Finsbury Growth & Income Trust               | FGT  |
| FirstGroup                                   | FGP  |
| Fisher, James & Sons                         | FSJ  |
| Foreign & Colonial Investment Trust          | FRCL |
| Foresight Solar Fund                         | FSFL |
| Forterra                                     | FORT |
| Frasers Group                                | FRAS |
| Future                                       | FUTR |
| G4S                                          | GFS  |
| Games Workshop                               | GAW  |
| GCP Infrastructure Investments               | GCP  |
| GCP Student Living                           | DIGS |
| Genesis Emerging Markets Fund                | GSS  |
| Genus                                        | GNS  |
| Go-Ahead Group                               | GOG  |
| Grafton Group                                | GFTU |
| Grainger                                     | GRI  |
| Great Portland Estates                       | GPOR |
| Greencoat UK Wind                            | UKW  |
| Greencore                                    | GNC  |
| Greggs                                       | GRG  |
| GVC Holdings                                 | GVC  |
| Gamesys                                      | GYS  |
| Hammerson                                    | HMSO |
| HarbourVest Global Private Equity            | HVPE |
| Hastings Group                               | HSTG |
| Hays                                         | HAS  |
| Helios Towers                                | HTWS |
| Henderson Smaller Companies Investment Trust | HSL  |
| Herald Investment Trust                      | HRI  |
| Hg Capital Trust                             | HGT  |
| HICL Infrastructure Company                  | HICL |
| Hill & Smith                                 | HILS |
| Hilton Food Group                            | HFG  |
| Hipgnosis Songs Fund                         | SONG |
| Hiscox                                       | HSX  |
| Hochschild Mining                            | HOC  |
| Homeserve                                    | HSV  |
| Howden Joinery                               | HWDN |
| Hyve Group                                   | HYVE |
| Ibstock                                      | IBST |
| ICG Enterprise Trust                         | ICGT |
| IG Group Holdings                            | IGG  |
| IMI                                          | IMI  |
| Impax Environmental Markets                  | IEM  |
| Inchcape                                     | INCH |
| IntegraFin Holdings                          | ICP  |
| International Public Partnerships            | INPP |
| Investec                                     | INVP |
| IP Group                                     | IPO  |
| IWG                                          | IWG  |
| John Laing Group                             | JLG  |
| JPMorgan American Investment Trust           | JII  |
| JPMorgan Emerging Markets Investment Trust   | JAM  |
| JPMorgan Indian Investment Trust             | JMG  |
| JPMorgan Japanese Investment Trust           | JFJ  |
| Jupiter European Opportunities Trust         | JEO  |
| Jupiter Fund Management                      | JUP  |
| Just Group                                   | JUST |
| Kainos                                       | KNOS |
| KAZ Minerals                                 | KAZ  |
| Kingfisher                                   | KGF  |
| Lancashire Holdings                          | LRE  |
| Law Debenture                                | LWDB |
| LondonMetric Property                        | LMP  |
| LXi REIT                                     | LXI  |
| Man Group                                    | EMG  |
| Marks & Spencer Group                        | MKS  |
| Marshalls                                    | MSLH |
| Marston's                                    | MARS |
| McCarthy & Stone                             | MCS  |
| Mediclinic                                   | MDC  |
| Mercantile Investment Trust                  | MRC  |
| Micro Focus International                    | MCRO |
| Mitchells & Butlers                          | MAB  |
| Moneysupermarket.com Group                   | MONY |
| Monks Investment Trust                       | MNKS |
| Morgan Advanced Materials                    | MGAM |
| Morgan Sindall Group                         | MGNS |
| Murray International Trust                   | MYI  |
| National Express Group                       | NEX  |
| Network International                        | NETW |
| NextEnergy Solar Fund                        | NESF |
| Ninety One                                   | N91  |
| OneSavings Bank                              | OTB  |
| Oxford Instruments                           | OXIG |
| PageGroup                                    | PAGE |
| Pantheon International                       | PIN  |
| Paragon Banking Group                        | PAG  |
| PayPoint                                     | PAY  |
| Perpetual Income & Growth Investment Trust   | PLI  |
| Pershing Square Holdings                     | PSH  |
| Personal Assets Trust                        | PNL  |
| Petrofac                                     | PFC  |
| Petropavlovsk                                | POG  |
| Pets at Home                                 | PETS |
| Playtech                                     | PTEC |
| Plus500                                      | PLUS |
| Polar Capital Technology Trust               | PCT  |
| Pollen Street Secured Lending                | P2P  |
| Polypipe                                     | PLP  |
| PPHE Hotel Group                             | PPH  |
| Primary Health Properties                    | PHP  |
| Provident Financial                          | PFG  |
| PureTech Health                              | PRTC |
| PZ Cussons                                   | PZC  |
| QinetiQ                                      | QQ.  |
| Quilter                                      | QLT  |
| Rank Group                                   | RNK  |
| Rathbone Brothers                            | RAT  |
| Redrow                                       | RDW  |
| Renishaw                                     | RSW  |
| RHI Magnesita                                | RHIM |
| RIT Capital Partners                         | RCP  |
| Rotork                                       | ROR  |
| Royal Mail                                   | RMG  |
| Sabre Insurance                              | SBRE |
| Safestore                                    | SAFE |
| Sanne Group                                  | SNN  |
| Savills                                      | SVS  |
| Schroder AsiaPacific Fund                    | SDP  |
| Schroder Oriental Income Fund                | SOI  |
| Scottish Investment Trust                    | SCIN |
| Senior                                       | SNR  |
| Sequoia Economic Infrastructure Income Fund  | SEQI |
| Serco                                        | SRP  |
| Shaftesbury                                  | SHB  |
| Signature Aviation                           | SIG  |
| Sirius Real Estate                           | SRE  |
| Smithson Investment Trust                    | SSON |
| Softcat                                      | SCT  |
| Spectris                                     | SXS  |
| Spirent                                      | SPT  |
| SSP Group                                    | SSPG |
| Stagecoach                                   | SGC  |
| St. Modwen Properties                        | SMP  |
| Syncona                                      | SYNC |
| Synthomer                                    | SYNT |
| TalkTalk Group                               | TALK |
| Tate & Lyle                                  | TATE |
| TBC Bank                                     | TBCG |
| Telecom Plus                                 | TEP  |
| Temple Bar Investment Trust                  | TMPL |
| Templeton Emerging Markets Investment Trust  | TEM  |
| The Renewables Infrastructure Group          | TRIG |
| TI Fluid Systems                             | TIFS |
| TP ICAP                                      | TCAP |
| Trainline                                    | TRN  |
| Travis Perkins                               | TPK  |
| Tritax Big Box REIT                          | BBOX |
| TR Property Investment Trust                 | TRY  |
| TUI AG                                       | TUI  |
| UDG Healthcare                               | UDG  |
| UK Commercial Property Trust                 | UKCM |
| Ultra Electronics Holdings                   | ULE  |
| Unite Group                                  | UTG  |
| Vesuvius                                     | VSVS |
| Victrex                                      | VCT  |
| Vietnam Enterprise Investments               | VEIL |
| VinaCapital Vietnam Opportunity Fund         | VOF  |
| Virgin Money UK                              | VMU  |
| Vistry Group                                 | VTY  |
| Vivo Energy                                  | VVO  |
| Watches of Switzerland                       | WOSG |
| Weir Group                                   | WEIR |
| Wetherspoon (J D)                            | JDW  |
| WH Smith                                     | SMWH |
| William Hill                                 | WMH  |
| Witan Investment Trust                       | WTAN |
| Wizz Air                                     | WIZZ |
| Wood Group                                   | WG   |
| Workspace Group                              | WKP  |
| Worldwide Healthcare Trust                   | WWH  |
| XP Power                                     | XPP  |